# Ajunul Crăciunului (film)
A nu se confunda cu Christmas Eve, film din 2015
Ajunul Crăciunului (titlu original: Christmas Eve) este un film de Crăciun american din 1947 regizat de Edwin L. Marin. Rolurile principale au fost interpretate de actorii George Raft, George Brent și Randolph Scott.

## Prezentare
Pentru a-și salva averea față de un nepot lacom, Matilda Reid trebuie să-și găsească cei trei fii pe care i-a pierdut prin adopție și să-i aducă acasă; acțiunea filmului are loc în Ajunul Crăciunului.

## Distribuție
- George Raft – Mario Torio
- George Brent – Michael Brooks
- Randolph Scott – Jonathan ´Johnny´
- Joan Blondell – Ann Nelson
- Virginia Field – Claire
- Dolores Moran– Jean Bradford
- Ann Harding – Aunt Matilda Reed
- Reginald Denny – Phillip Hastings
- Douglass Dumbrille – Dr. Bunyan
- Clarence Kolb – Judge Alston
- John Litel– Joe Bland, FBI Agent
- Marie Blake – Reporter
- Dennis Hoey – Williams-Butler
- Molly Lamont – Harriet Rhodes
- John Litel – Joe Bland, FBI Agent
- Walter Sande – Mario's Hood
- Konstantin Shayne	– Gustav Reichman
- Andrew Tombes – Auctioneer